# Herman Terrado
Herman Terrado (Barrigada, 27 de setembro de 1989) é um lutador estadunidense de artes marciais mistas (MMA), que já competiu no Bellator, na divisão peso-meio-médio. Lutador profissional desde 2008, Terrado também já competiu no Strikeforce.

## Background
Nascido e criado na ilha de Guam, Terrado começou no fisiculturismo aos 11 anos, e teve sucesso, ganhando várias competições. No ensino médio, Terrado competiu no wrestling e também se destacou, ganhando medalhas de ouro nas categorias Junior e Sénior. Depois de se formar na escola que Terrado começou a treinar MMA.

## Carreira no MMA

### Começo da carreira
Terrado fez sua estreia profissional no MMA em 8 de março de 2008, quando enfrentou Bobby Green, no COF 11: No Mercy. Ele perdeu a luta por finalização, através de uma guilhotina. Terrado lutou em muitas promoções em todo os Estados Unidos, mais notadamente no Gladiator Challenge, onde manteve um cartel de 3-0.
Terrado compilou um cartel profissional no MMA de 7-2 no circuito regional, antes de assinar com o Strikeforce (organização atualmente extinta), no início de 2008.

### Strikeforce
Terrado fez sua estreia contra AJ Matthews, em 9 de abril de 2011, no Strikeforce: Diaz vs. Daley. Ele ganhou por TKO (socos) no primeiro round.
Terrado enfrentou Chris Brown, em 17 de dezembro de 2011, no Strikeforce: Melendez vs. Masvidal. Ele ganhou por finalização com uma chave de braço no terceiro round.

### Bellator MMA
Terrado enfrentaria Mark Scanlon, em 20 de setembro de 2013, no Bellator 100, nas quartas de final do Torneio de Meio Médios da 9ª Temporada. No entanto, Scanlon foi substituído por Rick Hawn, por conta de uma lesão. Terrado perdeu por decisão unânime (30-27, 29-28, 29-28).
Terrado enfrentou Justin Baesman, no Bellator 115, em 4 de abril de 2014. Após três rounds com várias reviravoltas, o resultado foi um empate majoritário. Após o evento, Terrado testou positivo para Metabólitos de Drostanolone. Terrado recebeu uma suspensão de nove meses pela Comissão Atlética do Estado de Nevada, e uma multa de US $ 1.000.

## Cartel no MMA
| Cartel no MMA   |             |            |
| 18 lutas        | 14 vitórias | 3 derrotas |
| Por nocaute     | 8           | 0          |
| Por finalização | 6           | 1          |
| Por decisão     | 0           | 2          |
| Empates         | 1           | 1          |

| Res.    | Cartel | Oponente       | Método                        | Evento                              | Data       | Round | Tempo | Local                     | Notas                                                       |
| ------- | ------ | -------------- | ----------------------------- | ----------------------------------- | ---------- | ----- | ----- | ------------------------- | ----------------------------------------------------------- |
| Vitória | 15–3–1 | João Zeferino  | Decisão (dividida)            | PFL Daytona                         | 30/06/2017 | 3     | 5:00  | Daytona Beach, Flórida    |                                                             |
| Vitória | 14–3–1 | Roman Bellow   | Finalização (ninja choke)     | Gladiator Challenge: MMA Smackdown  | 02/04/2016 | 1     | 1:26  | El Cajon, Califórnia      |                                                             |
| Vitória | 13–3–1 | CJ Bains       | Nocaute Técnico (socos)       | Gladiator Challenge: Contenders     | 11/07/2015 | 1     | 0:07  | El Cajon, Califórnia      |                                                             |
| Vitória | 12–3–1 | Chris Navas    | Finalização (mata-leão)       | Gladiator Challenge: Warrior's      | 07/03/2015 | 1     | 0:49  | El Cajon, Califórnia      |                                                             |
| Empate  | 11–3–1 | Justin Baesman | Empate (majoritário)          | Bellator 115                        | 04/04/2014 | 3     | 5:00  | Reno, Nevada              | Terrado testou positivo para Metabólitos de Drostanolone.   |
| Derrota | 11–3   | Rick Hawn      | Decisão (unânime)             | Bellator 100                        | 20/09/2013 | 3     | 5:00  | Phoenix, Arizona          | Quartas de Final do Torneio de Meio Médios da 9ª Temporada. |
| Vitória | 11–2   | Jordan Delano  | Nocaute Técnico (socos)       | Xplode Fight Series: Devastation    | 18/05/2013 | 1     | 0:26  | Valley Center, Califórnia |                                                             |
| Vitória | 10–2   | Joey Apodaca   | Nocaute Técnico (socos)       | Xplode Fight Series: Revancha       | 16/03/2013 | 1     | 0:15  | Valley Center, Califórnia |                                                             |
| Vitória | 9–2    | Chris Brown    | Finalização (chave de braço)  | Strikeforce: Melendez vs. Masvidal  | 17/12/2011 | 3     | 4:05  | San Diego, Califórnia     |                                                             |
| Vitória | 8–2    | A.J. Matthews  | Nocaute (soco)                | Strikeforce: Diaz vs. Daley         | 09/04/2011 | 1     | 4:16  | San Diego, Califórnia     |                                                             |
| Vitória | 7–2    | Roscoe Jackson | Nocaute Técnico (socos)       | Desert Rage Full Contact Fighting 6 | 07/11/2009 | 1     | 1:58  | Yuma, Arizona             |                                                             |
| Vitória | 6–2    | Gabriel Godly  | Finalização (mata-leão)       | Gladiator Challenge: High Impact    | 23/07/2009 | 1     | 2:11  | Pauma Valley, Califórnia  |                                                             |
| Vitória | 5–2    | Daniel Fair    | Finalização (triângulo)       | Gladiator Challenge: Venom          | 23/04/2009 | 1     | N/A   | Pauma Valley, Califórnia  |                                                             |
| Derrota | 4–2    | Marcio Navarro | Decisão (unânime)             | Slammin Jammin Weekend 2            | 28/03/2009 | 3     | 5:00  | Red Rock, Oklahoma        |                                                             |
| Vitória | 4–1    | Shawn Sherril  | Nocaute Técnico (socos)       | Gladiator Challenge: Warriors       | 04/02/2009 | 1     | 0:39  | Pauma Valley, Califórnia  |                                                             |
| Vitória | 3–1    | Jeff Welsing   | Nocaute (soco)                | Desert Rage Full Contact Fighting 4 | 08/11/2008 | 1     | 4:13  | Yuma, Arizona             |                                                             |
| Vitória | 2–1    | John Mercurio  | Nocaute Técnico (cotoveladas) | Total Combat 32                     | 02/10/2008 | 2     | 2:31  | El Cajon, Califórnia      |                                                             |
| Vitória | 1–1    | Justin Ross    | Finalização (chave de braço)  | COF 12: Nightmare                   | 03/05/2008 | 1     | 1:35  | Tijuana, Baja California  |                                                             |
| Derrota | 0–1    | Bobby Green    | Finalização (guilhotina)      | COF 11: No Mercy                    | 08/03/2008 | 3     | 1:28  | Tijuana, Baja California  |                                                             |